# Hapithus irroratus
Hapithus irroratus är en insektsart som först beskrevs av Bolívar, I. 1888.  Hapithus irroratus ingår i släktet Hapithus och familjen syrsor. Inga underarter finns listade i Catalogue of Life.